# Fruntimmer
Fruntimmer är ett ord som var i dagligt tal på 1800-talet och början av 1900-talet, och användes allmänt.
Ordet är en förvrängning av tyska Frauenzimmer, ungefär kvinnorum. Första belägget i svenska är från 1560 i formen fruentimret. Detta kan härledas från det lågtyska ordet vrouwentimmer. och kan jämför med det nutida nederländska ordet för kvinna, vrouw.
Det svenska ordet timmer är en benämning på grovt virke som timmerstuga. Detta återkommer i det svenska bondesamhället där det förr i tiden på gårdarna fanns en frustuga. Det var ett rum, eller på en större gård, en separat byggnad, där gårdens kvinnor höll till. Det kan jämföras med drängstuga.) 
På den svenska landsbygden på 1800-talet kunde en kvinna, som skötte byns handelsbod kallas bodfruntimret.
På 1700-talet användes ordet hovfruntimbret som kollektiv beteckning på hela gruppen hovdamer, som tjänstgjorde vid hovstaten.
Exempel på ordet fruntimmer använt i pejorativ bemärkelse:
- En kvinna, En fru, En kvinna som bygger hemmet.